# Aspidobracon longyanensis
Aspidobracon longyanensis är en stekelart som beskrevs av Wang, Chen och He 2007. Aspidobracon longyanensis ingår i släktet Aspidobracon och familjen bracksteklar. Inga underarter finns listade.